# L'amico della signorina Berthe
L'amico della signorina Berthe (titolo originale in francese Mademoiselle Berthe et son amant, pubblicato in traduzione italiana anche col titolo La signorina Berta o come La signorina Berthe e il suo amante) è un racconto scritto dall'autore belga Georges Simenon, in cui compare protagonista la figura di Maigret.
È stato scritto a Les Tamaris, sull'isola Porquerolles, in Francia nell'inverno 1937-38.

## Trama

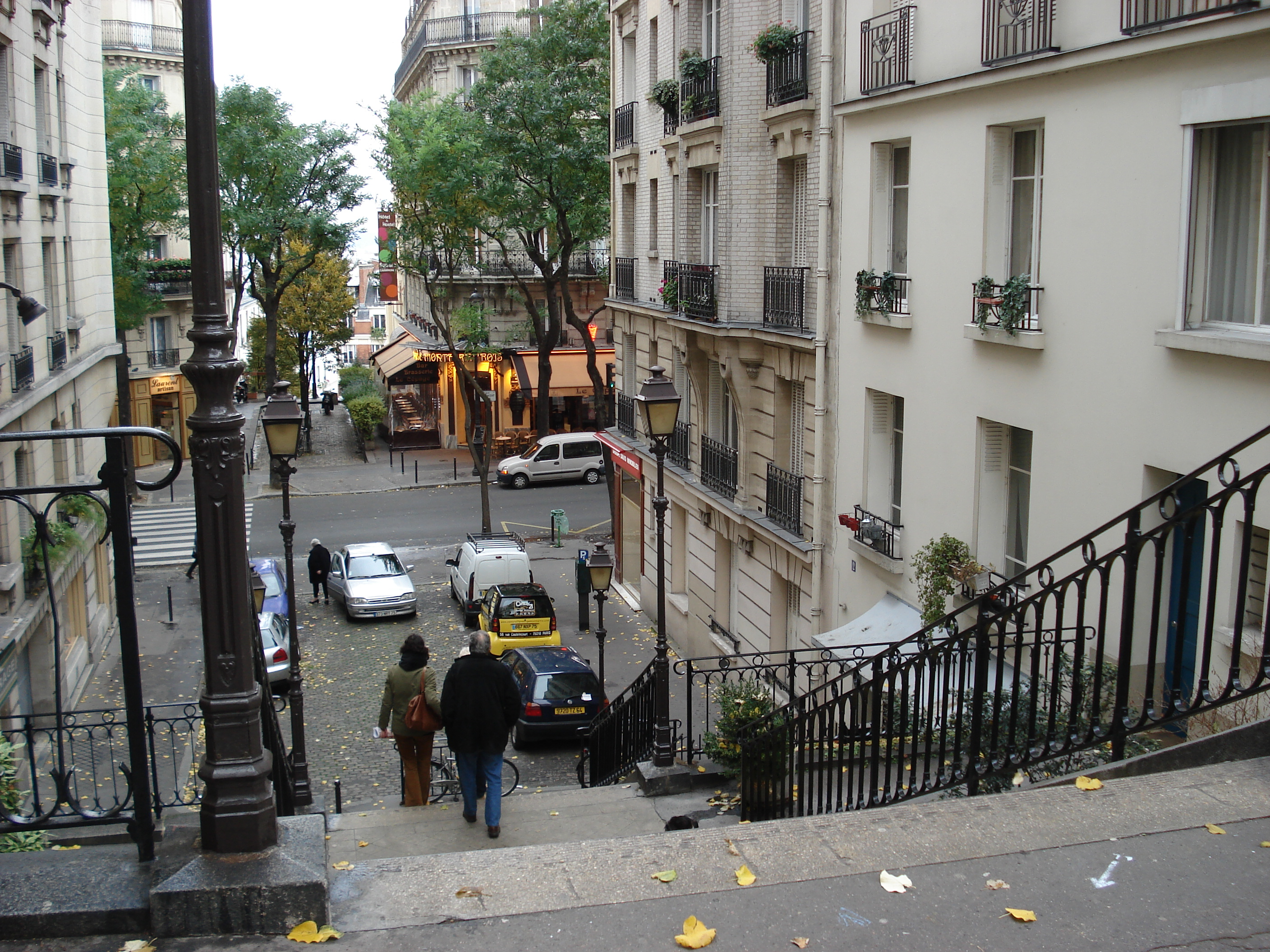
Rue Caulaincourt

Maigret è in pensione a Meung-sur-Loire quando riceve una lettera da una ragazza, Berthe, sartina di rue Caulaincourt e nipote di un suo collega della polizia, e quindi si reca a Parigi per capire meglio. La ragazza lo incontra al Café de Madrid e gli dice che è nei guai: il suo ex-ragazzo, Albert Marcinelle, si è messo a frequentare cattive compagnie, ha poi partecipato a una rapina e ha ucciso un poliziotto; ora è latitante e le chiede di raggiungerlo, minacciandola. Maigret incontra il fratello della ragazza, Luigino, un tipo che si muove con molta disinvoltura al confine della legge, e lo interroga per tutta la notte insieme a Philippe Lauer, poliziotto e nipote del commissario (quando gli domanda: «Cosa ne pensa, zio?», il commissario risponde: «Figliolo, lo sai che non penso mai»). Poi una notte la ragazza viene aggredita nel suo appartamento, colpita in testa da qualcuno che è fuggito lasciando una traccia di sangue. La spiegazione è che Albert si è nascosto fin dall'inizio nella casa di lei a Montmartre, la banda crede che abbia lui i soldi della rapina e qualcuno, per scovarlo, trova Berthe e l'assale, ma Albert spunta fuori in sua difesa e la salva, ferendo l'assalitore. Maigret era stato coinvolto dalla ragazza più per proteggere lui che per paura. Il commissario lascia che se la sbrighi il nipote, sapendo che prima o poi la ragazza aprirà un suo negozio di abbigliamento a Bruxelles.

## Edizioni
In francese è uscito la prima volta sul nº 1 [prima serie] di "Police-Film", il 29 aprile 1938, poi nella raccolta Les silences de Maigret (su ”Le Jury” nº 38, 1942), quindi in volume nell'edizione del 1944 della raccolta Les nouvelles enquêtes de Maigret, pubblicata da Gallimard.
In italiano, è uscito presso Mondadori, con il titolo La signorina Berta e la traduzione di Bruno Just Lazzari, nel 1955 in tre puntate ne "I Capolavori Dei Gialli Mondadori" (nº 27, 28 e 29). Ha poi fatto parte della raccolta Due giorni per Maigret, nella traduzione di Elena Cantini, per le collane “Romanzi di Simenon” (nº 189), ivi, 1962; “Le inchieste del commissario Maigret” (nº 41), ivi, 1967; “Oscar” nº 265 (G56), ivi 1970. È stato poi incluso, con il titolo La signorina Berthe e il suo amante nel 2013 nella raccolta Assassinio all'Étoile du Nord e altri racconti, nella traduzione di Marina Di Leo per Adelphi (parte della collana "gli Adelphi", al nº 441).

## Film e televisione
Non risultano adattamenti del racconto per lo schermo.